# Мухор-Шибірка
Мухо́р-Шибі́рка (рос. Мухор-Шибирка) — село у складі Хілоцького району Забайкальського краю, Росія. Входить до складу Закультинського сільського поселення.

## Населення
Населення — 2 особи (2010; 10 у 2002).
Національний склад (станом на 2002 рік):
- росіяни — 100 %